# Boiga irregularis
Boiga irregularis este o specie de șerpi din genul Boiga, familia Colubridae, descrisă de Blasius Merrem în anul 1802. Conform Catalogue of Life specia Boiga irregularis nu are subspecii cunoscute.

## Galerie

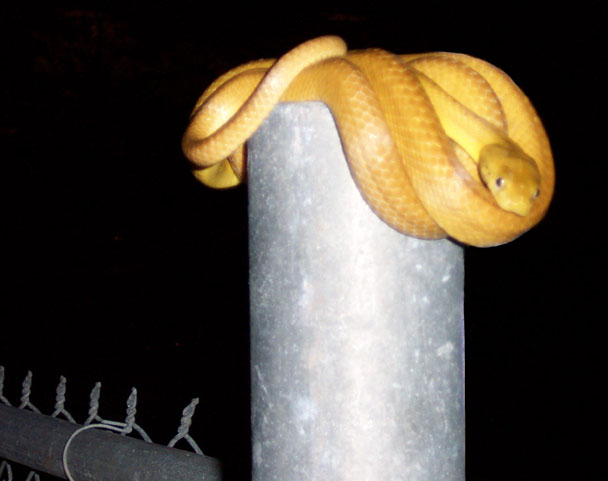
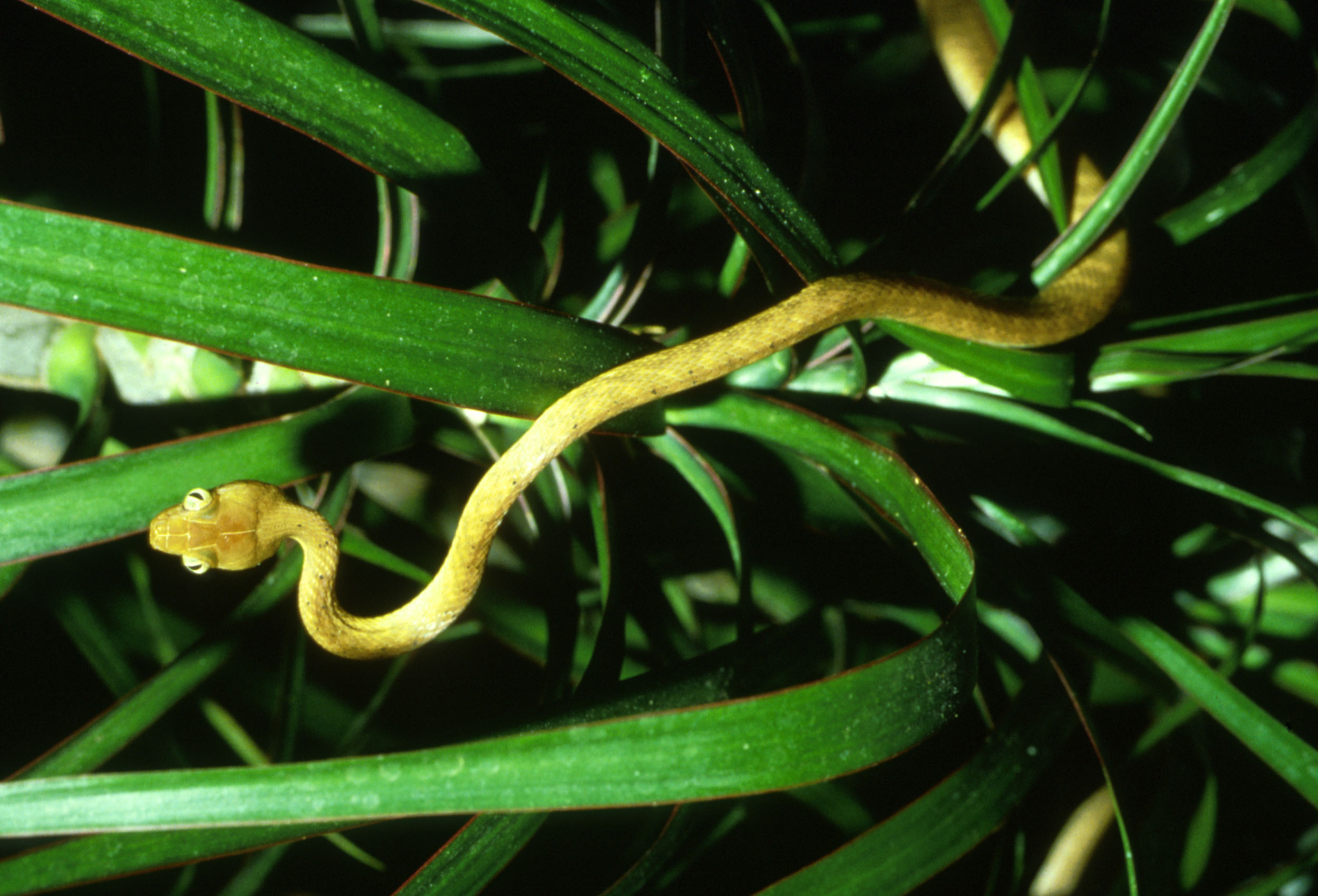
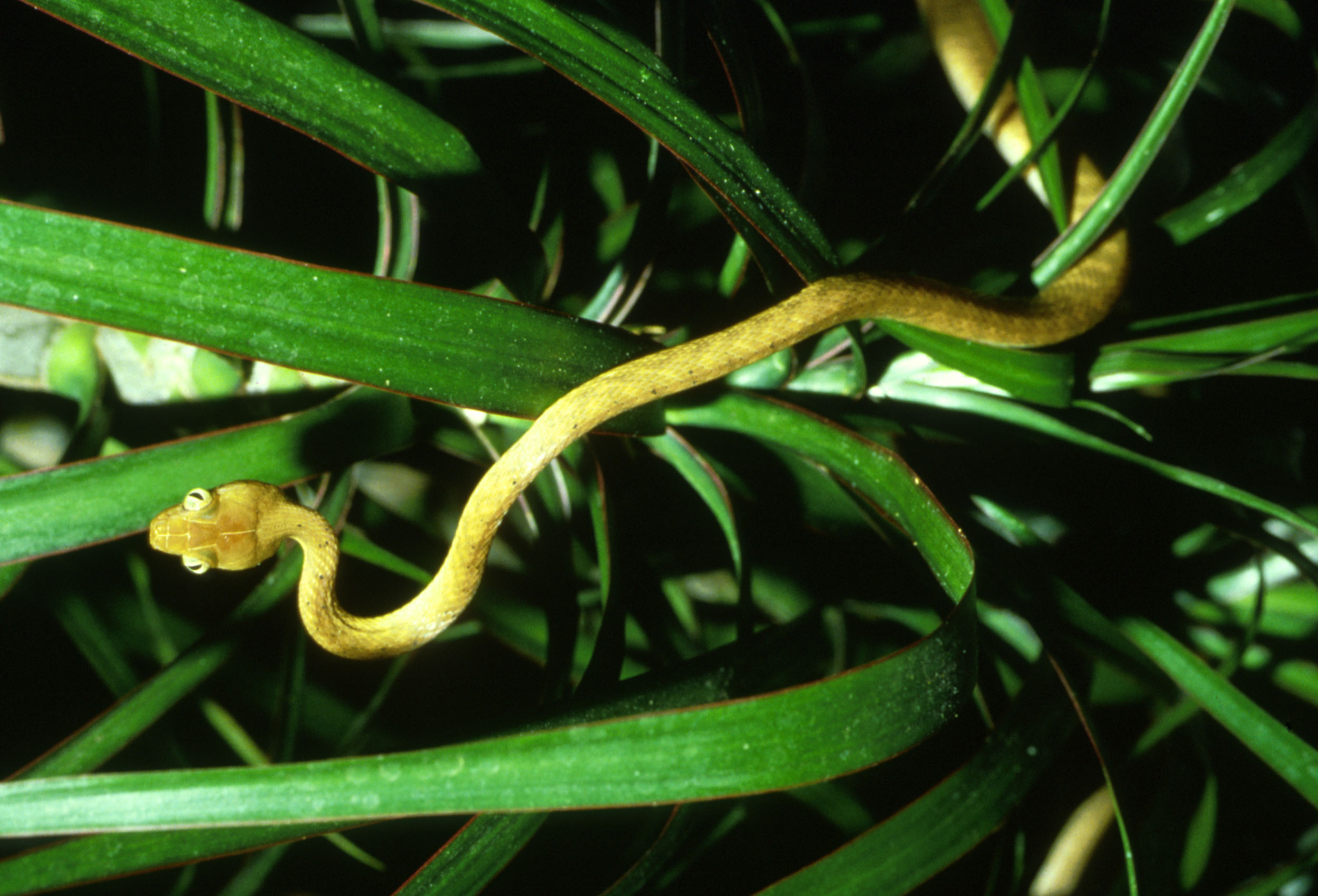
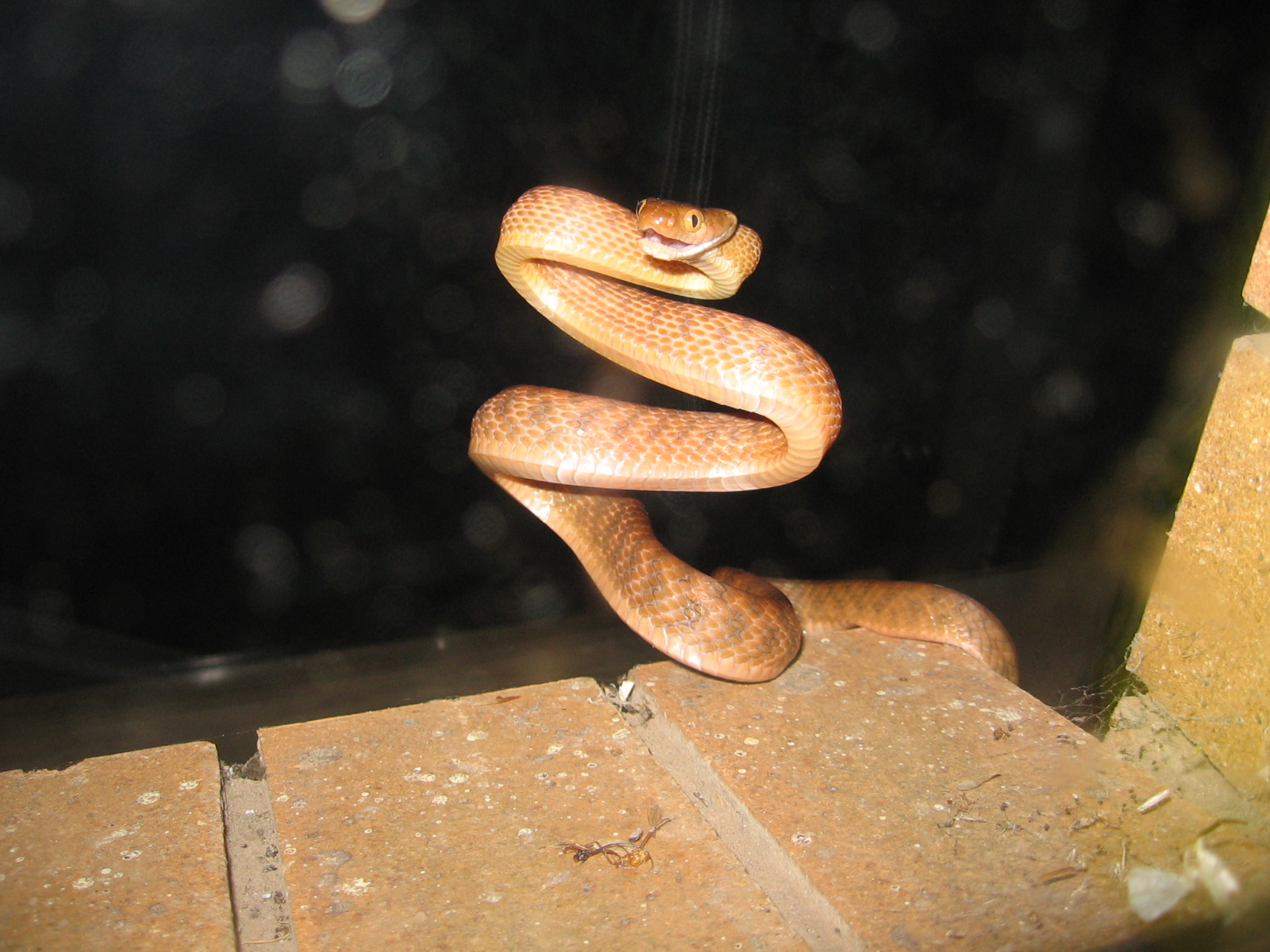